# Parti national-socialiste suédois
Le Parti national-socialiste suédois (suédois: Svenska Nationalsocialistiska Partiet ou SNSP) était un parti politique suédois nazi fondé initialement sous le nom de Nysvenska Nationalsocialistiska Förbundet (Nouvelle association national-socialiste suédoise) en octobre 1930 par la fusion de la nouvelle association populaire suédoise (Nysvenska Folkförbundet ou NFF) et du parti populaire national-socialiste de Suède (Sveriges Nationalsocialistiska Folkparti ou SNFP). 
Le changement de nom eut lieu en 1931. Le chef du parti était Birger Furugård et avait pour symbole la croix gammée. Le journal officiel du parti était Vår Kamp (notre combat). Lorsqu'en 1933, Sven Olov Lindholm, rédacteur en chef de Vår Kamp, et ses sympathisants quittent le parti, l'organe de presse officiel du SNSP devint le Nationalsocialistisk Tidning (journal national-socialiste). 
Malgré le départ de Lindholm, le parti continua à subir de fortes dissensions internes alors même qu'il compte près de 10 000 membres, son record. En 1935, le SNSP compte 132 élus locaux, des organisations de jeunes appelées « Vikingarna » (les Vikings), ainsi que des organisations de femmes « Kristina Gyllenstierna » (du nom de Christine Gyllenstierna, épouse de Sten Sture le Jeune et chef de la résistance suédoise au roi Christian II de Danemark). 
Lors des élections parlementaires de 1936, le parti se présenta dans 12 circonscriptions dans une entente avec le Bloc national-socialiste. Pourtant le SNSP perdit un nombre très important d'électeurs qui se préférèrent se tourner vers le NSAP, le Parti national-socialiste des travailleurs de Lindholm. Furugård décida alors de dissoudre le parti et demanda à ses membres d'adhérer au NSAP ou aux Jeunesses Nordiques (Nordisk Ungdom).